# Middle European League (maschile)
La Middle European League è una competizione pallavolistica maschile, organizzata annualmente, riservata alle squadre di club afferenti alla MEVZA.

## Albo d'oro
| Edizione         | Edizione                | Podio             | Podio                                 | Podio                  |
| Anno             | Sede della finale       | Campione          | Seconda                               | Terza                  |
| ---------------- | ----------------------- | ----------------- | ------------------------------------- | ---------------------- |
| 2005-06 Dettagli | -                       | Vienna hotVolleys | Tirol                                 | Autocommerce           |
| 2006-07 Dettagli | -                       | Autocommerce      | Vienna hotVolleys                     | Tirol                  |
| 2007-08 Dettagli | Innsbruck               | ACH Volley        | Vienna hotVolleys                     | Tirol                  |
| 2008-09 Dettagli | Vienna                  | Tirol             | ACH Volley                            | Vienna hotVolleys      |
| 2009-10 Dettagli | Vienna                  | ACH Volley        | Template:Volley Vienna hotVolleys2009 | Tirol                  |
| 2010-11 Dettagli | Innsbruck               | ACH Volley        | Tirol                                 | Mladost Kaštela        |
| 2011-12 Dettagli | Humenné                 | Tirol             | ACH Volley                            | Mladost Kaštela        |
| 2012-13 Dettagli | Bratislava              | ACH Volley        | Aich/Dob                              | Tirol                  |
| 2013-14 Dettagli | Bleiburg                | ACH Volley        | Aich/Dob                              | Chemes Humenné         |
| 2014-15 Dettagli | Bleiburg                | Tirol             | Aich/Dob                              | ACH Volley             |
| 2015-16 Dettagli | Lubiana                 | ACH Volley        | Tirol                                 | Kamnik                 |
| 2016-17 Dettagli | Zagabria                | ACH Volley        | Tirol                                 | VKP Nitra              |
| 2017-18 Dettagli | Bleiburg                | Aich/Dob          | Kamnik                                | ACH Volley             |
| 2018-19 Dettagli | Bleiburg                | ACH Volley        | Aich/Dob                              | Kamnik                 |
| 2019-20 Dettagli | Zwettl-Niederösterreich | ACH Volley        | HAOK Mladost                          | Raiffeisen Waldviertel |
| 2020-21 Dettagli | Zwettl-Niederösterreich | ACH Volley        | Maribor                               | Kamnik                 |
| 2021-22 Dettagli | Bleiburg                | ACH Volley        | HAOK Mladost                          | Aich/Dob               |
| 2022-23 Dettagli | Kamnik                  | ACH Volley        | Kamnik                                | Aich/Dob               |
| 2023-24 Dettagli | Bleiburg                | Kamnik            | Maribor                               | Aich/Dob               |

## Palmarès per club
| Squadra           | Titolo | Edizione |
| ----------------- | ------ | --- |
| ACH Volley        | 13     | 2006-07, 2007-08, 2009-10, 2010-11, 2012-2013, 2013-14, 2015-16, 2016-17, 2018-19, 2019-20, 2020-21, 2021-22, 2022-23 |
| Tirol             | 3      | 2008-09, 2011-12, 2014-15                                                                                             |
| Vienna hotVolleys | 1      | 2005-06 |
| Aich/Dob          | 1      | 2017-18 |
| Kamnik            | 1      | 2023-24 |

## Palmarès per nazioni
| Nazione  | Titolo |
| -------- | ------ |
| Slovenia | 14     |
| Austria  | 5      |